# La Laguna (Polaciones)
La Laguna es una localidad del municipio de Polaciones (Cantabria, España). En el año 2024 contaba con una población de 10 habitantes (INE). Se encuentra en la parte norte del municipio, nada más pasar el embalse de la Cohilla, a la orilla de la carretera La Lastra-Polaciones (CA-281). Celebra la fiesta de San Antolín el día 2 de septiembre, con una feria de año de ganado vacuno.
Localmente se denimina La Llauna.
- Datos: Q9018659